# Jules White
Pour les articles homonymes, voir White.
Jules White (né Julius Weiss) est un producteur de cinéma, réalisateur, acteur et scénariste hongrois né le 17 septembre 1900 à Budapest (Hongrie), décédé le 30 avril 1985 à Van Nuys (Californie).

## Biographie
Julius Weiss débarque aux États-Unis et sous le nom de Jules White commence une carrière cinématographique, dans les années 1910, dans le rôle de gamin pour les studios Pathé.
Dans les années 1920, il travaille comme monteur pour son frère Jack White réalisateur et producteur de la société Educational Pictures.
En 1926, Jules White devient directeur de la compagnie et se spécialisa dans le genre Comédie. En 1930, Jules White et son ami Zion Myers intègrent les studios de la Metro-Goldwyn-Mayer.
En 1931, ils font tourner Buster Keaton dans "Buster millionnaire" (Sidewalks of New York).
En 1933, Jules White est nommé à la tête des courts-métrages de la Columbia Pictures et travaille sous la direction de Frank Capra.

## Filmographie

### Comme producteur
- 1930 : Hot Dog
- 1930 : The Dogway Melody
- 1930 : College Hounds
- 1931 : Trader Hound
- 1931 : So Quiet on the Canine Front
- 1931 : Splash!
- 1933 : Roamin' Thru the Roses
- 1933 : UM-PA
- 1934 : School for Romance
- 1934 : Radio Dough
- 1934 : Love Detectives
- 1934 : Elmer Steps Out
- 1934 : When Do We Eat?
- 1934 : Fishing for Trouble
- 1934 : Woman Haters (en)
- 1934 : Stars in the Making
- 1934 : Susie's Affairs
- 1934 : Get Along Little Hubby
- 1934 : Plumbing for Gold
- 1934 : Punch Drunks (en)
- 1934 : Tripping Through the Tropics
- 1934 : Back to the Soil
- 1934 : Hollywood Here We Come
- 1934 : Men in Black
- 1934 : Counsel on De Fence
- 1934 : Perfectly Mismated
- 1934 : In the Dog House
- 1934 : Three Little Pigskins
- 1934 : Shivers
- 1935 : Horses' Collars (en)
- 1935 : I'm a Father
- 1935 : Restless Knights (en)
- 1935 : His Bridal Sweet
- 1935 : Pop Goes the Easel (en)
- 1935 : Old Sawbones
- 1935 : Uncivil Warriors (en)
- 1935 : The Leather Necker
- 1935 : Tramp Tramp Tramp
- 1935 : Do Your Stuff
- 1935 : Pardon My Scotch (en)
- 1935 : Hoi Polloi (en)
- 1935 : Star Gazing
- 1935 : It Always Happens
- 1935 : Oh, My Nerves
- 1935 : His Marriage Mix-up
- 1935 : Yoo Yoo Hollywood
- 1935 : Three Little Beers (en)
- 1935 : Hot Paprika
- 1935 : I Don't Remember
- 1936 : Ants in the Pantry (en)
- 1936 : Movie Maniacs (en)
- 1936 : Caught in the Act
- 1936 : Midnight Blunders
- 1936 : Half-Shot Shooters (en)
- 1936 : Disorder in the Court (en)
- 1936 : A Pain in the Pullman (en)
- 1936 : Mister Smarty
- 1936 : False Alarms (en)
- 1936 : Whoops, I'm an Indian! (en)
- 1936 : Am I Having Fun!
- 1936 : Fibbing Fibbers
- 1936 : Ay Tank Ay Go
- 1936 : Slippery Silks
- 1937 : Knee Action
- 1937 : Grips, Grunts and Groans
- 1937 : The Super Snooper
- 1937 : Dizzy Doctors
- 1937 : New News
- 1937 : 3 Dumb Clucks
- 1937 : The Grand Hooter
- 1937 : Back to the Woods
- 1937 : From Bad to Worse
- 1937 : Lodge Night
- 1937 : The Wrong Miss Wright
- 1937 : Goofs and Saddles
- 1937 : Calling All Doctors
- 1937 : Cash and Carry
- 1937 : Calling All Curtains
- 1937 : Playing the Ponies
- 1937 : The Sitter-Downers
- 1937 : He Done His Duty
- 1937 : Man Bites Lovebug
- 1938 : Fiddling Around
- 1938 : Wee Wee Monsieur
- 1938 : Time Out for Trouble
- 1938 : Jump, Chump, Jump
- 1938 : The Mind Needer
- 1938 : Healthy, Wealthy and Dumb
- 1938 : Three Missing Links
- 1938 : Not Guilty Enough
- 1938 : Many Sappy Returns
- 1938 : Sue My Lawyer
- 1938 : The Nightshirt Bandit
- 1938 : A Nag in the Bag
- 1938 : A Doggone Mixup
- 1938 : Pie à la Maid
- 1939 : Three Little Sew and Sews
- 1939 : We Want Our Mummy
- 1939 : A-Ducking They Did Go
- 1939 : The Chump Takes a Bump
- 1939 : Yes, We Have No Bonanza
- 1939 : Pest from the West
- 1939 : Mooching Through Georgia
- 1939 : Calling All Curs
- 1939 : Skinny the Moocher
- 1939 : Oily to Bed, Oily to Rise
- 1939 : Teacher's Pest
- 1939 : Glove Slingers
- 1939 : Three Sappy People
- 1939 : Andy Clyde Gets Spring Chicken
- 1939 : The Awful Goof
- 1940 : You Nazty Spy!
- 1940 : Nothing But Pleasure
- 1940 : Rockin' Thru the Rockies
- 1940 : Pardon My Berth Marks
- 1940 : Money Squawks
- 1940 : You're Next
- 1940 : Boobs in the Woods
- 1940 : Nutty But Nice
- 1940 : The Taming of the Snood
- 1940 : South of the Boudoir
- 1940 : Fireman, Save My Choo Choo
- 1940 : From Nurse to Worse
- 1940 : Pleased to Mitt You
- 1940 : The Spook Speaks
- 1940 : Cold Turkey
- 1940 : A Bundle of Bliss
- 1940 : Cookoo Cavaliers
- 1940 : His Ex Marks the Spot
- 1940 : Boobs in Arms
- 1941 : Fresh as a Freshman
- 1941 : So Long Mr. Chumps
- 1941 : Yumpin' Yimminy!
- 1941 : Dutiful But Dumb
- 1941 : La Glorieuse Parade (Yankee Doodle Dandy)
- 1941 : I'll Never Heil Again
- 1941 : General Nuisance
- 1941 : In the Sweet Pie and Pie
- 1941 : Mitt Me Tonight
- 1941 : She's Oil Mine
- 1941 : The Kink of the Campus
- 1942 : Loco Boy Makes Good
- 1942 : Three Blonde Mice
- 1942 : What Makes Lizzy Dizzy?
- 1942 : What's the Matador
- 1942 : How Spry I Am
- 1942 : Tireman, Spare My Tires
- 1942 : Olaf Laughs Last
- 1942 : Three Smart Saps
- 1942 : Kiss and Wake Up
- 1942 : College Belles
- 1942 : Sock-a-Bye Baby
- 1942 : Piano Mooner
- 1942 : The Great Glover
- 1943 : They Stooge to Conga
- 1943 : A Rookie's Cookie
- 1943 : A Blitz on the Fritz
- 1943 : Dizzy Detectives
- 1943 : Wolf in Thief's Clothing
- 1943 : I Spied for You
- 1943 : His Girl's Worst Friend
- 1943 : Back from the Front
- 1943 : Boobs in the Night
- 1943 : Here Comes Mr. Zerk
- 1943 : Shot in the Escape
- 1943 : I Can Hardly Wait
- 1943 : Farmer for a Day
- 1943 : Dizzy Pilots
- 1943 : Pitchin' in the Kitchen
- 1943 : You Dear Boy
- 1943 : He Was Only Feudin'
- 1944 : Defective Detectives
- 1944 : Doctor, Feel My Pulse
- 1944 : Crash Goes the Hash
- 1944 : Bachelor Daze
- 1944 : His Tale Is Told
- 1944 : Busy Buddies
- 1944 : Oh, Baby!
- 1944 : Crazy Like a Fox
- 1944 : The Yoke's on Me
- 1944 : You Were Never Uglier
- 1944 : Mopey Dope
- 1944 : Pick a Peck of Plumbers
- 1944 : Gold Is Where You Lose It
- 1944 : Gents Without Cents
- 1944 : Open Season for Saps
- 1944 : A Knight and a Blonde
- 1944 : No Dough Boys
- 1944 : She Snoops to Conquer
- 1945 : Woo, Woo!
- 1945 : Snooper Service
- 1945 : Off Again, on Again
- 1945 : The Jury Goes Round 'n' Round
- 1945 : Idiots Deluxe
- 1945 : If a Body Meets a Body
- 1945 : Booby Dupes
- 1945 : A Miner Affair
- 1945 : Calling All Fibbers
- 1945 : High Blood Pleasure
- 1945 : A Hit with a Miss
- 1945 : Spook to Me
- 1946 : Beer Barrel Polecats
- 1946 : The Blonde Stayed On
- 1946 : Hiss and Yell
- 1946 : Uncivil War Birds
- 1946 : Jiggers, My Wife
- 1946 : Ain't Love Cuckoo?
- 1946 : Three Loan Wolves
- 1946 : You Can't Fool a Fool
- 1946 : Mr. Wright Goes Wrong
- 1946 : Headin' for a Weddin'
- 1946 : G.I. Wanna Home
- 1946 : Vine Women and Song
- 1946 : Rhythm and Weep
- 1946 : So's Your Antenna
- 1946 : Reno-Vated
- 1946 : Moron Than Off
- 1946 : Andy Plays Hookey
- 1947 : Rolling Down to Reno
- 1947 : Half-Wits Holiday
- 1947 : Scooper Dooper
- 1947 : Training for Trouble
- 1947 : Hold That Lion
- 1947 : Brideless Groom
- 1947 : Sing a Song of Six Pants
- 1947 : Should Husbands Marry?
- 1947 : Wife to Spare
- 1947 : All Gummed Up
- 1948 : Shivering Sherlocks
- 1948 : Man or Mouse
- 1948 : A-Hunting They Did Go
- 1948 : Silly Billy
- 1948 : Tall, Dark and Gruesome
- 1948 : Jitter Bughouse
- 1948 : Fiddlers Three
- 1948 : Crabbin' in the Cabin
- 1948 : Heavenly Daze
- 1948 : Billie Gets Her Man
- 1948 : I'm a Monkey's Uncle
- 1948 : Gangster d'occasion (Go Chase Yourself)
- 1948 : A Pinch in Time
- 1948 : Parlor, Bedroom and Wrath
- 1949 : A Miss in a Mess
- 1949 : The Ghost Talks
- 1949 : Radio Riot
- 1949 : Hokus Pokus
- 1949 : Flung by a Fling
- 1949 : Microspook
- 1949 : Clunked in the Clink
- 1949 : Malice in the Palace
- 1949 : Dunked in the Deep
- 1949 : Let Down Your Aerial
- 1949 : French Fried Frolic
- 1950 : His Baiting Beauty
- 1950 : Hugs and Mugs
- 1950 : Dopey Dicks
- 1950 : Le Vampire de ces dames (Love at First Bite)
- 1950 : Nursie Behave
- 1950 : Self Made Maids
- 1950 : Innocently Guilty
- 1950 : Three Hams on Rye
- 1950 : A Blunderful Time
- 1950 : Slap Happy Sleuths
- 1951 : He Flew the Shrew
- 1951 : Baby Sitters' Jitters
- 1951 : Blonde Atom Bomb
- 1951 : The Awful Sleuth
- 1951 : Don't Throw That Knife
- 1951 : Fun on the Run
- 1951 : Scrambled Brains
- 1951 : She Took a Powder
- 1951 : Pleasure Treasure
- 1951 : Pest Man Wins
- 1952 : A Missed Fortune
- 1952 : A Fool and His Honey
- 1952 : Happy Go Wacky
- 1952 : Rootin' Tootin' Tenderfeet
- 1952 : Listen, Judge
- 1952 : Aim, Fire, Scoot
- 1952 : Corny Casanovas
- 1952 : A Blissful Blunder
- 1952 : The Gink at the Sink
- 1952 : He Cooked His Goose
- 1952 : Hooked and Rooked
- 1952 : Three Dark Horses
- 1952 : Cuckoo on a Choo-Choo
- 1952 : Strop, Look and Listen
- 1953 : Up in Daisy's Penthouse
- 1953 : Booty and the Beast
- 1953 : Loose Loot
- 1953 : Tricky Dicks
- 1953 : He Popped His Pistol
- 1953 : Love's A-Poppin'
- 1953 : Pardon My Backfire
- 1953 : Spooks
- 1953 : Rip, Sew and Stitch
- 1953 : Oh Say Can You Sue
- 1953 : Bubble Trouble
- 1953 : Down the Hatch
- 1953 : Goof on the Roof
- 1954 : Income Tax Sappy
- 1954 : Musty Musketeers
- 1954 : Pals and Gals
- 1954 : Two April Fools
- 1954 : Knutzy Knights
- 1954 : The Fire Chaser
- 1954 : Shot in the Frontier
- 1954 : Scotched in Scotland
- 1954 : Kids Will Be Kids
- 1955 : Fling in the Ring
- 1955 : His Pest Friend
- 1955 : Of Cash and Hash
- 1955 : Bedlam in Paradise
- 1955 : Gypped in the Penthouse
- 1955 : Stone Age Romeos
- 1955 : Nobody's Home
- 1955 : Un drôle de toubib (Wham Bam Slam)
- 1955 : One Spooky Night
- 1955 : Hot Ice
- 1955 : He Took a Powder
- 1955 : Blunder Boys
- 1955 : Hook a Crook (en)
- 1956 : Husbands Beware
- 1956 : Creeps
- 1956 : Army Daze
- 1956 : Flagpole Jitters
- 1956 : For Crimin' Out Loud
- 1956 : Rumpus in the Harem
- 1956 : Hot Stuff
- 1956 : Scheming Schemers
- 1956 : Commotion on the Ocean
- 1956 : Pardon My Nightshirt
- 1957 : Hoofs and Goofs
- 1957 : Muscle Up a Little Closer
- 1957 : A Merry Mix-up
- 1957 : Space Ship Sappy
- 1957 : Guns A-Poppin
- 1957 : Horsing Around
- 1957 : Rusty Romeos
- 1957 : Outer Space Jitters (en)
- 1958 : Fifi Blows Her Top
- 1958 : Pies and Guys
- 1958 : Sweet and Hot
- 1958 : Flying Saucer Daffy
- 1958 : Une fortune en liquide (Oil's Well That Ends Well)
- 1959 : Three Stooges Fun-O-Rama
- 1959 : Triple Crossed
- 1959 : Sappy Bullfighters
- 1960 : Stop! Look! and Laugh!
- 1974 : The Three Stooges Follies

### comme réalisateur
- 1924 : Goat Getters
- 1925 : Who's Which?
- 1926 : Don't Stop
- 1926 : Quick Service
- 1926 : Scratching Through
- 1926 : Tonight's the Night
- 1926 : Somebody's Wrong
- 1926 : Who's Boss?
- 1926 : Meet My Dog
- 1926 : What a Life
- 1926 : Squirrel Food
- 1926 : Dizzy Dancers
- 1926 : Light Wines and Bearded Ladies
- 1926 : The Battling Kangaroo
- 1927 : Slippery Silks
- 1927 : The Kangaroo Detective
- 1927 : Roamin' Gladiator
- 1927 : Lucky Dog
- 1927 : Eats for Two
- 1927 : Rest Day
- 1928 : Wedding Slips
- 1928 : Running Ragged
- 1928 : Pretty Baby
- 1928 : Spring Has Came
- 1928 : Off Balance
- 1928 : Never Too Late
- 1928 : Three Tough Onions
- 1928 : Sailor Boy
- 1928 : Oh, Mama!
- 1928 : Hard Work
- 1928 : Wedded Blisters
- 1928 : Hold That Monkey
- 1928 : Murder Will Out
- 1929 : Dumb -- And How
- 1929 : Her Big Ben
- 1929 : Four Wheel Brakes
- 1929 : Kitty, Kitty
- 1929 : Her Gift Night
- 1929 : Household Blues
- 1929 : Hot Sports
- 1929 : Ticklish Business
- 1930 : Who Killed Rover?
- 1930 : Hot Dog
- 1930 : The Dogway Melody
- 1930 : College Hounds
- 1930 : The Big Dog House
- 1931 : The Two Barks Brothers
- 1931 : Trader Hound
- 1931 : So Quiet on the Canine Front
- 1931 : Love-Tails of Morocco
- 1931 : Buster millionnaire (Sidewalks of New York) coréalisé avec Zion Myers
- 1931 : Splash!
- 1932 : Snow Birds
- 1932 : Show Business
- 1932 : Desert Regatta
- 1933 : Throttle Pushers
- 1933 : Handlebars
- 1933 : Happy Warriors
- 1933 : Fine Feathers
- 1933 : Goofy Movies Number One
- 1934 : Ten Baby Fingers
- 1934 : Elmer Steps Out
- 1934 : Stable Mates
- 1934 : Back to the Soil
- 1938 : Three Missing Links
- 1938 : Sue My Lawyer
- 1938 : The Nightshirt Bandit
- 1939 : Swing, You Swingers!
- 1939 : Trouble Finds Andy Clyde
- 1939 : Mooching Through Georgia
- 1939 : Calling All Curs
- 1939 : Oily to Bed, Oily to Rise
- 1939 : Glove Slingers
- 1939 : Three Sappy People
- 1939 : Andy Clyde Gets Spring Chicken
- 1940 : You Nazty Spy!
- 1940 : Nothing But Pleasure
- 1940 : Rockin' Thru the Rockies
- 1940 : Pardon My Berth Marks
- 1940 : Money Squawks
- 1940 : Nutty But Nice
- 1940 : The Taming of the Snood
- 1940 : From Nurse to Worse
- 1940 : Pleased to Mitt You
- 1940 : The Spook Speaks
- 1940 : A Bundle of Bliss
- 1940 : Cookoo Cavaliers
- 1940 : His Ex Marks the Spot
- 1940 : Boobs in Arms
- 1941 : Fresh as a Freshman
- 1941 : So Long Mr. Chumps
- 1941 : Yumpin' Yimminy!
- 1941 : Glove Affair
- 1941 : Black Eyes and Blues
- 1941 : La Glorieuse Parade (Yankee Doodle Andy)
- 1941 : French Fried Patootie
- 1941 : I'll Never Heil Again
- 1941 : Love in Gloom
- 1941 : General Nuisance
- 1941 : In the Sweet Pie and Pie
- 1941 : Mitt Me Tonight
- 1941 : She's Oil Mine
- 1942 : Loco Boy Makes Good
- 1942 : Three Blonde Mice
- 1942 : Glove Birds
- 1942 : What Makes Lizzy Dizzy?
- 1942 : What's the Matador
- 1942 : How Spry I Am
- 1942 : Tireman, Spare My Tires
- 1942 : Olaf Laughs Last
- 1942 : Three Smart Saps
- 1942 : Kiss and Wake Up
- 1942 : Sock-a-Bye Baby
- 1942 : Ham and Yeggs
- 1942 : The Great Glover
- 1943 : A Rookie's Cookie
- 1943 : A Blitz on the Fritz
- 1943 : Dizzy Detectives
- 1943 : Wolf in Thief's Clothing
- 1943 : I Spied for You
- 1943 : His Girl's Worst Friend
- 1943 : Back from the Front
- 1943 : Here Comes Mr. Zerk
- 1943 : Shot in the Escape
- 1943 : I Can Hardly Wait
- 1943 : Farmer for a Day
- 1943 : Dizzy Pilots
- 1943 : Pitchin' in the Kitchen
- 1943 : You Dear Boy
- 1944 : Doctor, Feel My Pulse
- 1944 : Crash Goes the Hash
- 1944 : Bachelor Daze
- 1944 : Oh, Baby!
- 1944 : Crazy Like a Fox
- 1944 : The Yoke's on Me
- 1944 : You Were Never Uglier
- 1944 : Pick a Peck of Plumbers
- 1944 : Gold Is Where You Lose It
- 1944 : Gents Without Cents
- 1944 : Open Season for Saps
- 1944 : No Dough Boys
- 1944 : She Snoops to Conquer
- 1945 : Woo, Woo!
- 1945 : Off Again, on Again
- 1945 : Two Local Yokels
- 1945 : Idiots Deluxe
- 1945 : If a Body Meets a Body
- 1945 : Dance, Dunce, Dance
- 1945 : A Miner Affair
- 1945 : Calling All Fibbers
- 1945 : High Blood Pleasure
- 1945 : A Hit with a Miss
- 1946 : Beer Barrel Polecats
- 1946 : Hiss and Yell
- 1946 : Uncivil War Birds
- 1946 : Jiggers, My Wife
- 1946 : Ain't Love Cuckoo?
- 1946 : Three Loan Wolves
- 1946 : You Can't Fool a Fool
- 1946 : Mr. Wright Goes Wrong
- 1946 : Headin' for a Weddin'
- 1946 : G.I. Wanna Home
- 1946 : Vine Women and Song
- 1946 : Rhythm and Weep
- 1946 : So's Your Antenna
- 1946 : Reno-Vated
- 1946 : Moron Than Off
- 1947 : Rolling Down to Reno
- 1947 : Half-Wits Holiday
- 1947 : The Good Bad Egg
- 1947 : Two Jills and a Jack
- 1947 : Cupid Goes Nuts
- 1947 : Training for Trouble
- 1947 : Hold That Lion
- 1947 : Sing a Song of Six Pants
- 1947 : All Gummed Up
- 1948 : Man or Mouse
- 1948 : A-Hunting They Did Go
- 1948 : Silly Billy
- 1948 : Jitter Bughouse
- 1948 : Fiddlers Three
- 1948 : Crabbin' in the Cabin
- 1948 : Pardon My Lamb Chop
- 1948 : Heavenly Daze
- 1948 : I'm a Monkey's Uncle
- 1948 : Go Chase Yourself
- 1948 : Parlor, Bedroom and Wrath
- 1949 : A Miss in a Mess
- 1949 : The Ghost Talks
- 1949 : Sunk in the Sink
- 1949 : Hokus Pokus
- 1949 : Flung by a Fling
- 1949 : Clunked in the Clink
- 1949 : Malice in the Palace
- 1949 : Dunked in the Deep
- 1949 : Wha' Happen?
- 1949 : French Fried Frolic
- 1950 : Hugs and Mugs
- 1950 : Hold That Monkey
- 1950 : Dizzy Yardbird
- 1950 : Marinated Mariner
- 1950 : Le Vampire de ces dames (Love at First Bite)
- 1950 : Nursie Behave
- 1950 : Self Made Maids
- 1950 : House About It
- 1950 : Innocently Guilty
- 1950 : Three Hams on Rye
- 1950 : A Blunderful Time
- 1950 : Slap Happy Sleuths
- 1951 : He Flew the Shrew
- 1951 : Baby Sitters' Jitters
- 1951 : Wedding Yells
- 1951 : Wine, Women and Bong
- 1951 : Blonde Atom Bomb
- 1951 : Don't Throw That Knife
- 1951 : Fun on the Run
- 1951 : Scrambled Brains
- 1951 : She Took a Powder
- 1951 : Pleasure Treasure
- 1951 : Pest Man Wins
- 1951 : Fraidy Cat
- 1952 : A Missed Fortune
- 1952 : A Fool and His Honey
- 1952 : Happy Go Wacky
- 1952 : Rootin' Tootin' Tenderfeet
- 1952 : Aim, Fire, Scoot
- 1952 : Corny Casanovas
- 1952 : A Blissful Blunder
- 1952 : The Gink at the Sink
- 1952 : He Cooked His Goose
- 1952 : Hooked and Rooked
- 1952 : Caught on the Bounce
- 1952 : Three Dark Horses
- 1952 : Cuckoo on a Choo-Choo
- 1952 : Strop, Look and Listen
- 1953 : Up in Daisy's Penthouse
- 1953 : Booty and the Beast
- 1953 : Loose Loot
- 1953 : Spies and Guys
- 1953 : Tricky Dicks
- 1953 : He Popped His Pistol
- 1953 : Love's A-Poppin'
- 1953 : Pardon My Backfire
- 1953 : Spooks
- 1953 : Rip, Sew and Stitch
- 1953 : Oh Say Can You Sue
- 1953 : Bubble Trouble
- 1953 : Down the Hatch
- 1953 : Goof on the Roof
- 1954 : Doggie in the Bedroom
- 1954 : Income Tax Sappy
- 1954 : Tooting Tooters
- 1954 : Musty Musketeers
- 1954 : Pals and Gals
- 1954 : Two April Fools
- 1954 : Knutzy Knights
- 1954 : The Fire Chaser
- 1954 : Shot in the Frontier
- 1954 : Scotched in Scotland
- 1954 : Kids Will Be Kids
- 1955 : Fling in the Ring
- 1955 : His Pest Friend
- 1955 : Of Cash and Hash
- 1955 : G.I. Dood It
- 1955 : Bedlam in Paradise
- 1955 : Scratch Scratch Scratch
- 1955 : Gypped in the Penthouse
- 1955 : Stone Age Romeos
- 1955 : Nobody's Home
- 1955 : Un drôle de toubib (Wham Bam Slam)
- 1955 : One Spooky Night
- 1955 : Hot Ice
- 1955 : He Took a Powder
- 1955 : Blunder Boys
- 1955 : Hook a Crook (en)
- 1956 : Husbands Beware
- 1956 : Creeps
- 1956 : Come on Seven
- 1956 : Army Daze
- 1956 : Flagpole Jitters
- 1956 : Andy Goes Wild
- 1956 : For Crimin' Out Loud
- 1956 : Rumpus in the Harem
- 1956 : Hot Stuff
- 1956 : Scheming Schemers
- 1956 : Commotion on the Ocean
- 1956 : Pardon My Nightshirt
- 1957 : Hoofs and Goofs
- 1957 : Muscle Up a Little Closer
- 1957 : A Merry Mix-up
- 1957 : Space Ship Sappy
- 1957 : Guns A-Poppin
- 1957 : Horsing Around
- 1957 : Rusty Romeos
- 1957 : Tricky Chicks
- 1957 : Outer Space Jitters (en)
- 1958 : Quiz Whizz
- 1958 : Fifi Blows Her Top
- 1958 : Pies and Guys
- 1958 : Sweet and Hot
- 1958 : Flying Saucer Daffy
- 1958 : Une fortune en liquide (Oil's Well That Ends Well)
- 1959 : Three Stooges Fun-O-Rama
- 1959 : Triple Crossed
- 1959 : Sappy Bullfighters

### comme acteur
- 1914 : The Spoilers, de Colin Campbell : Rôle indéterminé
- 1915 : Naissance d'une nation (The Birth of a Nation)
- 1930 : Hot Dog : Various (voix)
- 1930 : The Dogway Melody : Various (voix)
- 1930 : College Hounds : Various (voix)
- 1931 : So Quiet on the Canine Front : Various (voix)
- 1931 : Love-Tails of Morocco : Various (voix)
- 1947 : Sing a Song of Six Pants : Announcer on radio (voix)
- 1953 : Rip, Sew and Stitch : Announcer on Radio (voix)
- 1954 : Tooting Tooters : Voice-over for John Tyrrell

### comme scénariste
- 1947 : Rolling Down to Reno
- 1948 : Gangster d'occasion (Go Chase Yourself)
- 1950 : Marinated Mariner
- 1951 : Fraidy Cat